# 2375 Radek
2375 Radek eller 1975 AA är en asteroid i huvudbältet, som upptäcktes 8 januari 1975 av den tjeckiske astronomen Luboš Kohoutek vid Bergedorf-observatoriet. Den har fått sitt namn efter upptäckarens bror, kompositören Ctirad Kohoutek.
Asteroiden har en diameter på ungefär 32 kilometer.